# Lamprotornis australis
Lamprotornis australis е вид птица от семейство Скорецови (Sturnidae).

## Разпространение
Видът е разпространен в Ангола, Ботсвана, Замбия, Мозамбик, Намибия, Свазиленд и Южна Африка.